# Folium di Cartesio

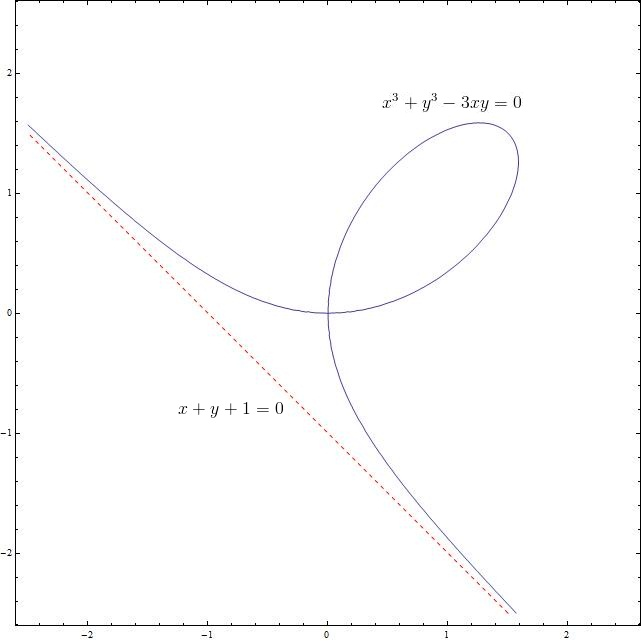
Folium di Cartesio per a=1

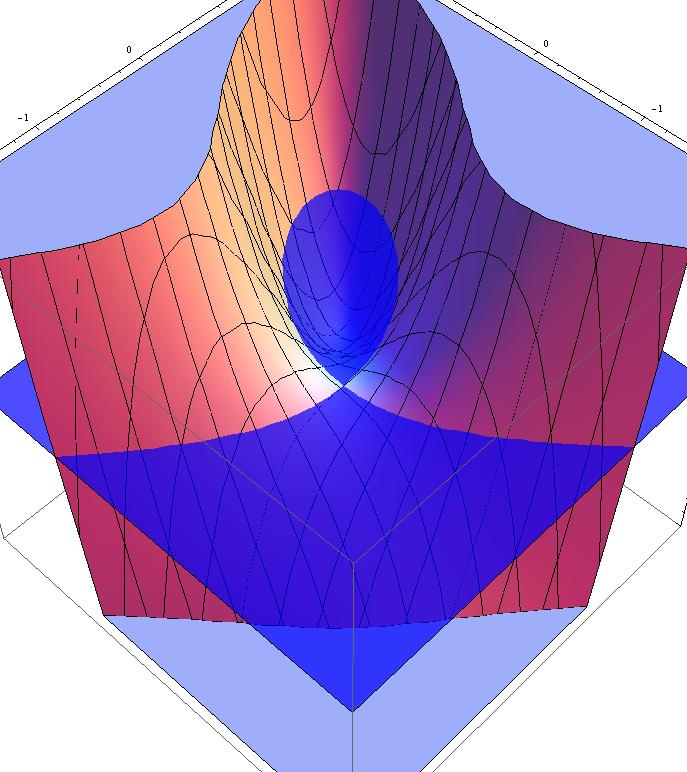
Il Folium di Cartesio può essere rappresentato dall'intersezione tra una funzione del tipo e il piano z = 0

Il Folium di Cartesio è una curva di equazione:
{\displaystyle x^{3}+y^{3}-3axy=0}
La curva presenta nell'origine un nodo con tangenti coincidenti con gli assi coordinati.

## Storia
Nel gennaio 1638 Cartesio, in una lettera a Mersenne, la propose come curva in cui non era applicabile il metodo delle tangenti di Fermat. Nell'agosto dello stesso anno Fermat rispose dimostrando il contrario e chiamando tale curva "feuille" (foglia). I primi però a chiamarla "folium di Cartesio" furono De Moivre e d'Alembert rispettivamente su "Storia dell´Accademia delle Scienze" e su "Enciclopedia metodica".

## Parametrizzazione
Le coordinate parametriche sono:
{\displaystyle \left\{{\begin{array}{ll}x=\displaystyle {\frac {3at}{1+t^{3}}}\\y=\displaystyle {\frac {3at^{2}}{1+t^{3}}}\end{array}}\right.}

## Equazione polare
L'equazione polare è: 
{\displaystyle r={\dfrac {3a\sec(\theta )\tan(\theta )}{1+\tan ^{3}(\theta )}}={\dfrac {3a\sin(\theta )\cos(\theta )}{\cos ^{3}(\theta )+\sin ^{3}(\theta )}}}